# 巴特利特營 (加利福尼亞州)
巴特利特營（英語：Camp Bartlett）是位於美國加利福尼亞州文圖拉縣的一個非建制地區。該地的面積和人口皆未知。

## 地理
巴特利特營的座標為34°25′41″N 119°06′29″W / 34.42806°N 119.10806°W，而該地的平均海拔高度為351米（即1152英尺）。